# Azrael (Los Pitufos)
Azrael es el aliado y compañero de Gargamel creado por Peyo. Aparece por primera vez en la historieta El ladrón de pitufos, publicada con el n.º 1130 de la revista Spirou en 1959.

## Actitud
Es un gato rojo anaranjado con una pequeña herida en su oreja derecha. Aparentemente este gato es muy tranquilo, pero impaciente. Le gustan muchos los pitufos como comida.
Su amo y compañero es el hechicero Gargamel, por el que siente una pequeña rabia; en un episodio, Azrael fue convertido en dientes de sable y persiguió a Gargamel.

## Nombre

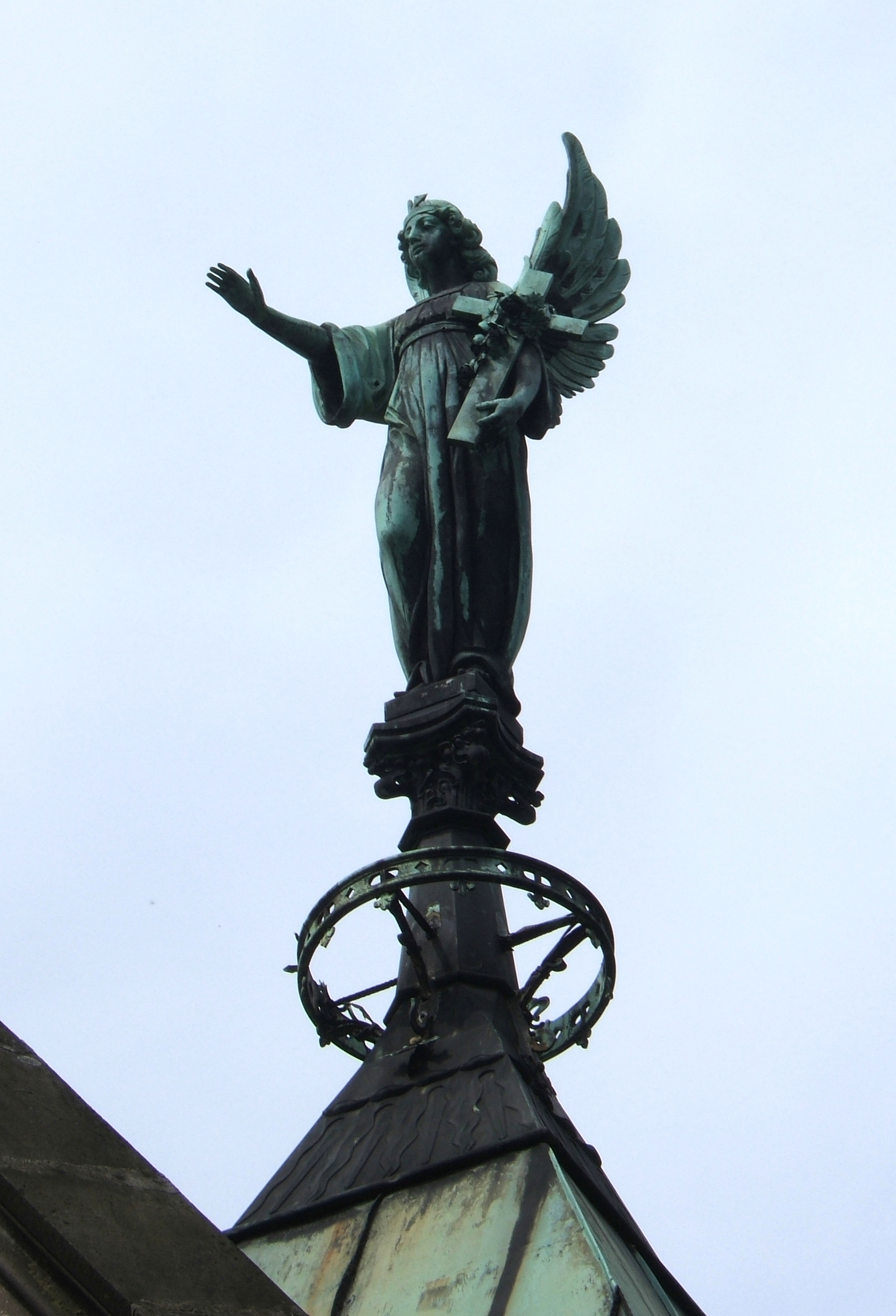
El nombre del personaje proviene del ángel de la muerte, Azrael.

Su nombre proviene del ángel de la muerte Azrael.